# Litauisches Heer
Die Litauischen Landstreitkräfte (litauisch Sausumos pajėgos) sind die bedeutendste Teilstreitkraft der Litauischen Streitkräfte. Befehlshaber der Landstreitkräfte ist (seit August 2025) Brigadegeneral Nerijus Stankevičius.
Der Hauptteil der Einheiten des Heeres ist (seit Januar 2025) in der Ersten Division der litauischen Streitkräfte (Stabssitz Rukla) zusammengefasst. Deren Kern bilden dabei die zwei Infanteriebrigaden Geležinis Vilkas mit Stabssitz in Rukla und Žemaitija mit Stabssitz in Klaipėda. Zudem gehören zur Division Unterstützungseinheiten und die Infanteriebrigade Aukštaitija mit Stabssitz in Vilnius, die im Verteidigungsfall aus Reserveeinheiten aufgestellt werden kann. Neben den regulären Verbänden sind auch die Freiwilligenstreitkräfte (litauisch Savanorių pajėgos) dem Heer unterstellt.

## Geschichte
Die Geschichte litauischer Streitkräfte reicht bis in die Zeit des Großfürstentums Litauen zurück. Dieses war, nach der Zersplitterung der Kiewer Rus, der einzige Staat in Osteuropa, dessen Heer die Goldene Horde effektiv bekämpfen konnte. Das Großfürstentum und damit auch dessen Truppen gingen allerdings später in Polen-Litauen auf.
Zwischen 1918 (als offizielles Gründungsdatum gilt der 23. November 1918) und 1940 verfügte die Republik Litauen erstmals über ein eigenes Heer. Dieses verfügte sogar über deutlich mehr Infanterie- und Artilleriebataillone als heute und war zudem mit Panzern ausgerüstet.

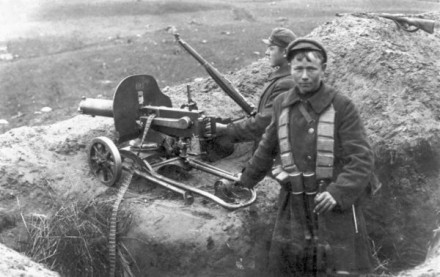
Litauische Soldaten in Vievis (1920)
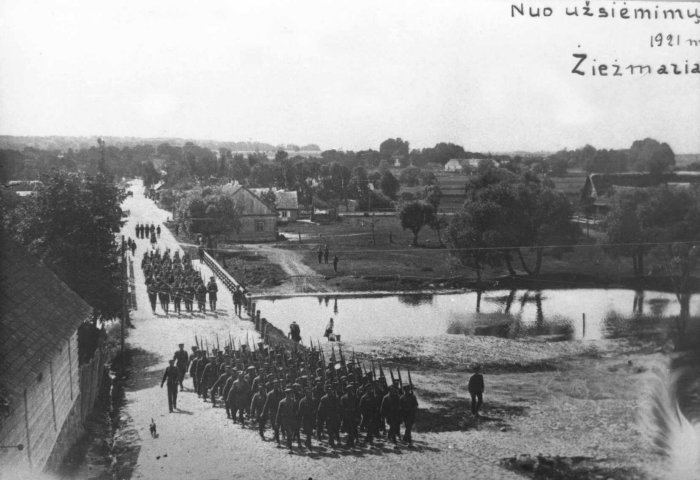
Litauische Soldaten nach einer Übung (1921)
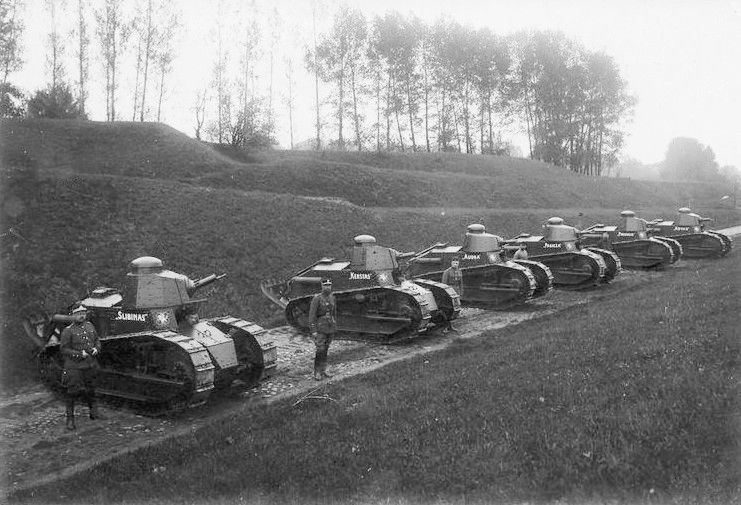
Litauische Renault-FT-Panzer (1924)
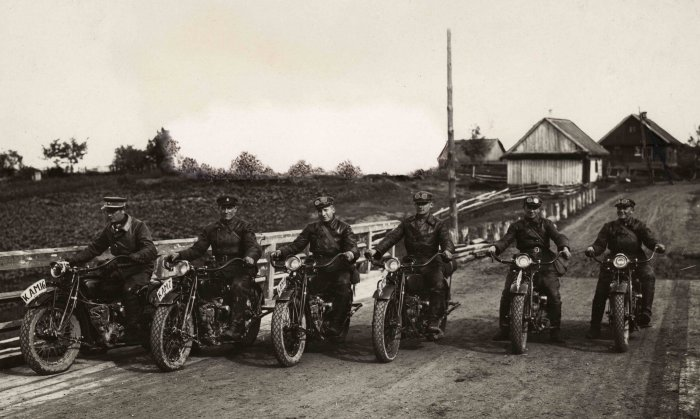
Motorradeinheit (1928)

Trotzdem musste Litauen, nach der Niederlage der Schutzmacht Frankreich, wie die anderen baltischen Länder unter massivem Druck und Gewaltandrohung 1940 der Sowjetunion beitreten. Die litauischen Streitkräfte (und somit auch das Heer) wurden daraufhin aufgelöst.
Erst 1991 konnte Litauen seine Unabhängigkeit zurückgewinnen. Die allgemeine Wehrpflicht führte das Land 1992 ein (ausgesetzt zwischen September 2008 und März 2015). Als Kern der Kampftruppe wurde im Januar 1992 die mechanisierte Infanteriebrigade „Eiserner Wolf“ aufgestellt. Die russische Armee zog 1993 aus Litauen ab. Seit 1994 nahm Litauen am NATO-Programm Partnerschaft für den Frieden teil und am 29. März 2004 wurde es NATO-Mitglied.
Seitdem und insbesondere seit dem Ukrainekonflikt wurden die Bemühungen die Ausrüstung und Standards des Heeres auf den Stand der übrigen Partnerstaaten zu bringen intensiviert. Dies ging einher mit der Aufstellung der motorisierten Infanteriebrigade „Greif“ am 1. Januar 2016 und der Reservebrigade „Aukštaitija“ (Oberlitauen) am 23. März 2017.
Im Januar 2025 wurde als Kommandostruktur die Erste Division der litauischen Streitkräfte wiedererrichtet. Als erster Kommandeur wurde Brigadegeneral Aurelijus Alasauskas benannt.

### Befehlshaber des Heeres

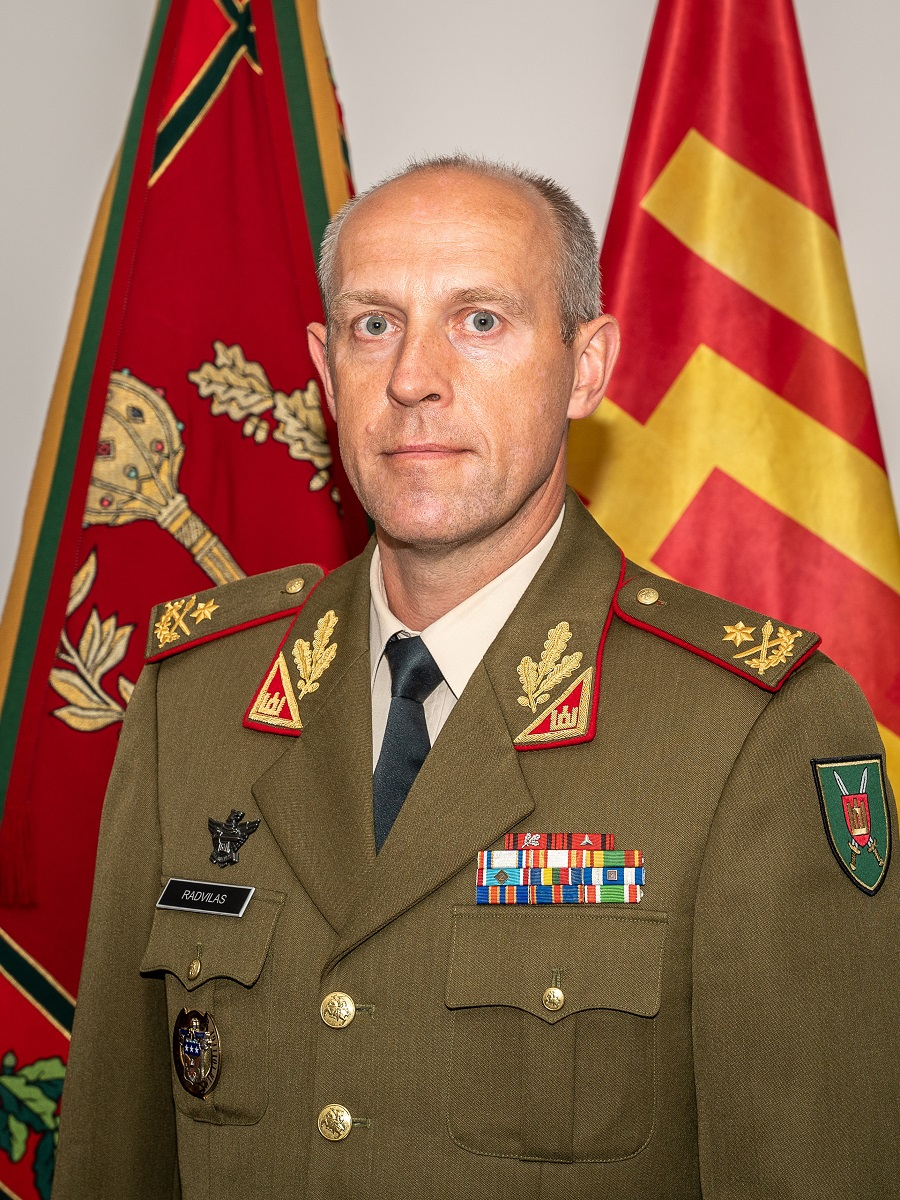
Artūras Radvilas

Seit der Aufstellung eines eigenen Oberkommandos im Jahr 2001 wurden die litauischen Landstreitkräfte von folgenden Offizieren geführt:
| Nr. | Name                 | Dienstzeit          | Bemerkung                            |
| --- | -------------------- | ------------------- | ------------------------------------ |
| 1.  | Valdas Tutkus        | 2001–2004           | danach Befehlshaber der Streitkräfte |
| 2.  | Arvydas Pocius       | 2004–2007           |                                      |
| 3.  | Jonas Vytautas Žukas | 2008–2012           | kommissarisch bereits seit 2007      |
| 4.  | Almantas Leika       | 2012–2016           |                                      |
| 5.  | Valdemaras Rupšys    | 2016–2019           | danach Befehlshaber der Streitkräfte |
| 6.  | Raimundas Vaikšnoras | 2019–2022           |                                      |
| 7.  | Artūras Radvilas     | 2022–2025           |                                      |
| 8.  | Nerijus Stankevičius | seit 4. August 2025 |                                      |

## Organisation

### Struktur
Seit der Umstrukturierung des Heeres Anfang 2025 gliedert sich dieses wie folgt (in Klammern die Stationierung der Einheiten):

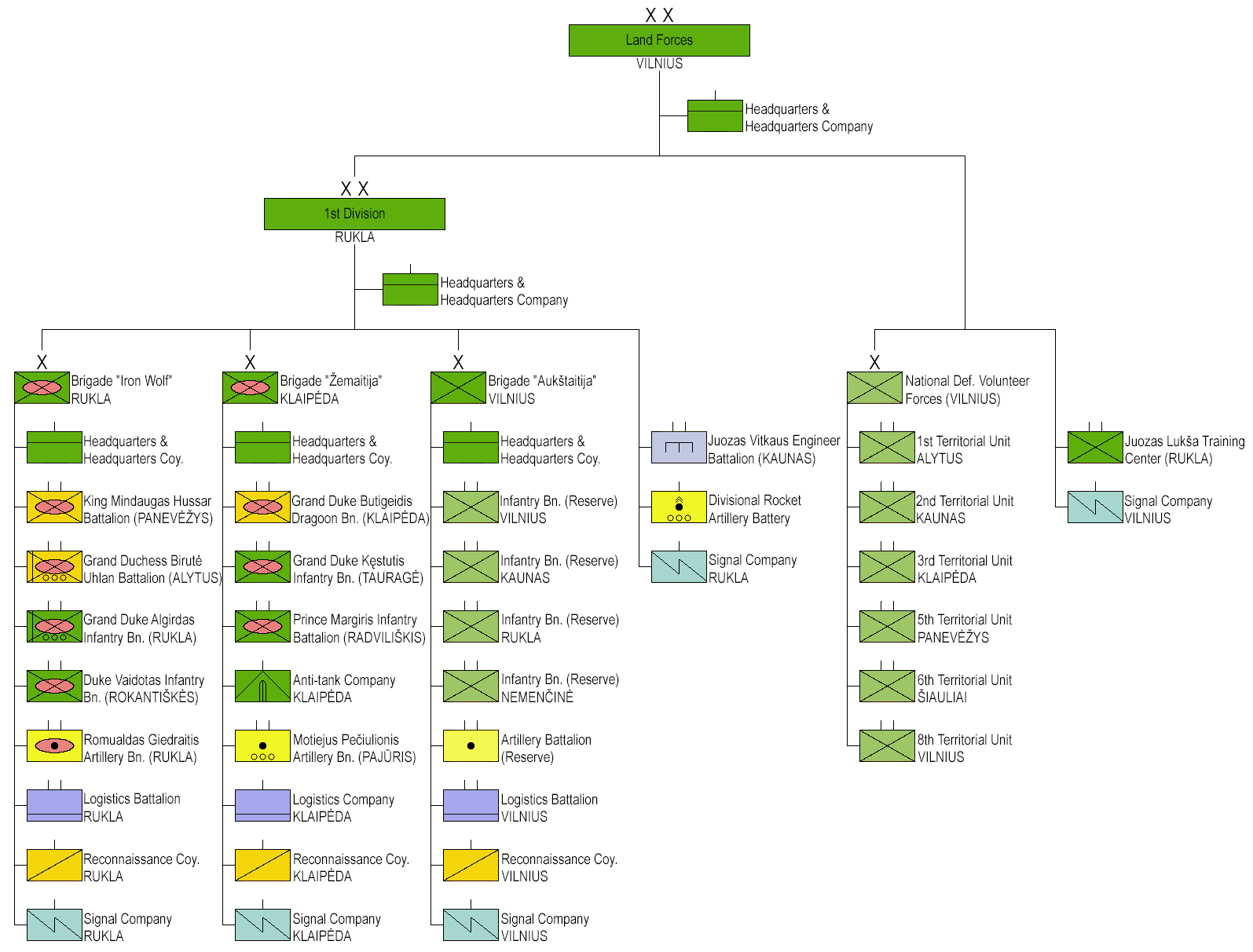
Organisationsstruktur der litauischen Landstreitkräfte 2025

- Litauisches Heer (Vilnius)
  -  Freiwilligenstreitkräfte (Vilnius)
  -  Trainingszentrum Juozas Lukša (Rukla)
  -  1. Division (Rukla)
    -  Brigade Geležinis Vilkas (Eiserner Wolf) (Rukla)
      - Husarenbataillon König Mindaugas (Panevėžys)
      - Ulanenbataillon Großfürstin Birutė (Alytus)
      - Infanteriebataillon Großfürst Algirdas (Rukla)
      - Infanteriebataillon Fürst Vaidotas (Rokantiškės, Vilnius)
      - Artilleriebataillon General Romualdas Giedraitis (Rukla)
      - Logistikbataillon (Rukla)

    -  Brigade Žemaitija (Greif) (Klaipėda)
      - Dragonerbataillon Großfürst Butigeidis (Klaipėda)
      - Infanteriebataillon Großfürst Kestutis (Tauragė)
      - Infanteriebataillon Fürst Margiris (Radviliškis, geplant Šiauliai)
      - Artilleriebataillon Brigadegeneral Motiejus Pečiulionis (Pajūris)

    -  Brigade Aukštaitija (Vilnius)
      - 3× Reserve-Infanteriebataillone
      - Artillerie-Reservebataillon

    -  Pionierbataillon Juozas Vitkus (Kaunas)
    -  Divisionsartilleriebatterie (HIMARS)[3]

### Dienstgrade
|            | Generäle  | Generäle              | Generäle          | Generäle           | Stabsoffiziere | Stabsoffiziere          | Stabsoffiziere | Offiziere | Offiziere              | Offiziere   |
| ---------- | --------- | --------------------- | ----------------- | ------------------ | -------------- | ----------------------- | -------------- | --------- | ---------------------- | ----------- |
|            |           |                       |                   |                    |                |                         |                |           |                        |             |
| Dienstgrad | Generolas | Generolas leitenantas | Generolas majoras | Brigados generolas | Pulkininkas    | Pulkininkas leitenantas | Majoras        | Kapitonas | Vyresnysis leitenantas | Leitenantas |
|            | General   | Generalleutnant       | Generalmajor      | Brigadegeneral     | Oberst         | Oberstleutnant          | Major          | Hauptmann | Oberleutnant           | Leutnant    |

|            | Unteroffiziere     | Unteroffiziere | Unteroffiziere               | Unteroffiziere  | Unteroffiziere                    | Unteroffiziere       | Unteroffiziere                    | Unteroffiziere | Unteroffiziere |
| ---------- | ------------------ | -------------- | ---------------------------- | --------------- | --------------------------------- | -------------------- | --------------------------------- | -------------- | -------------- |
|            |                    |                |                              |                 |                                   |                      |                                   |                |                |
| Dienstgrad | Seržantas majoras  | Viršila        | Štabo seržantas specialistas | Štabo seržantas | Vyresnysis seržantas specialistas | Vyresnysis seržantas | Seržantas specialistas            | Seržantas      | Grandinis      |
|            | Oberstabsfeldwebel | Stabsfeldwebel | Hauptfeldwebel               | Hauptfeldwebel  | Oberfeldwebel/ Feldwebel          | Feldwebel            | Stabsunteroffizier/ Unteroffizier | Unteroffizier  | Stabsgefreiter |

|            | Mannschaften                  | Mannschaften | Mannschaften        |
| ---------- | ----------------------------- | ------------ | ------------------- |
|            |                               |              |                     |
| Dienstgrad | Vyresnysis eilinis            | Eilinis      | Jaunesnysis eilinis |
|            | Hauptgefreiter/ Obergefreiter | Gefreiter    | Soldat              |

## Ausrüstung und Mannschaftszahlen

### Ausrüstung

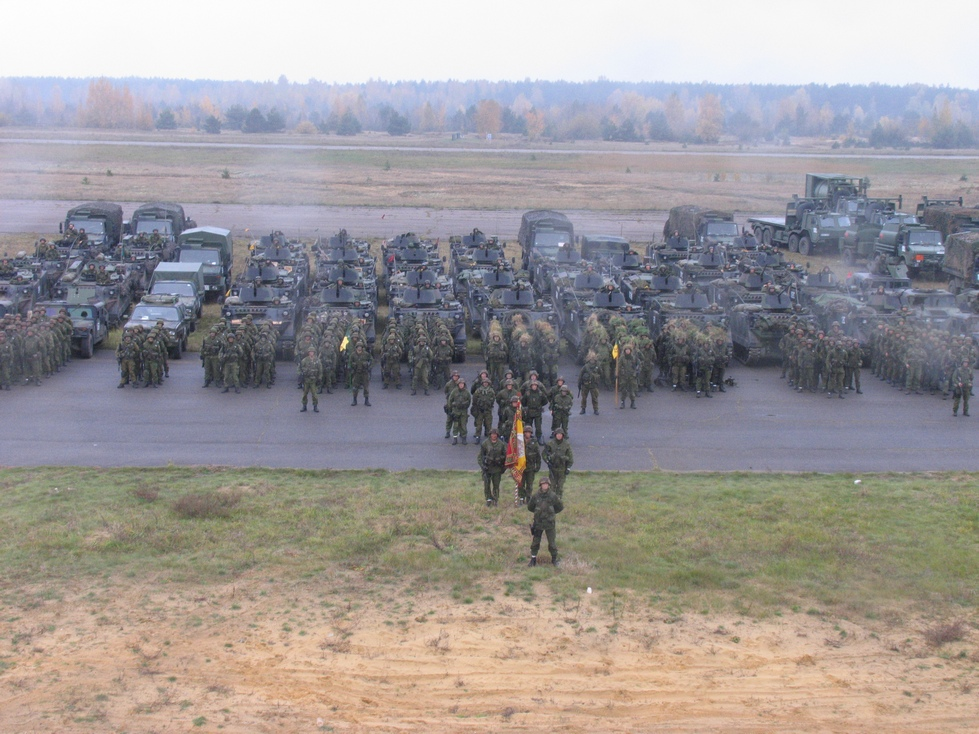

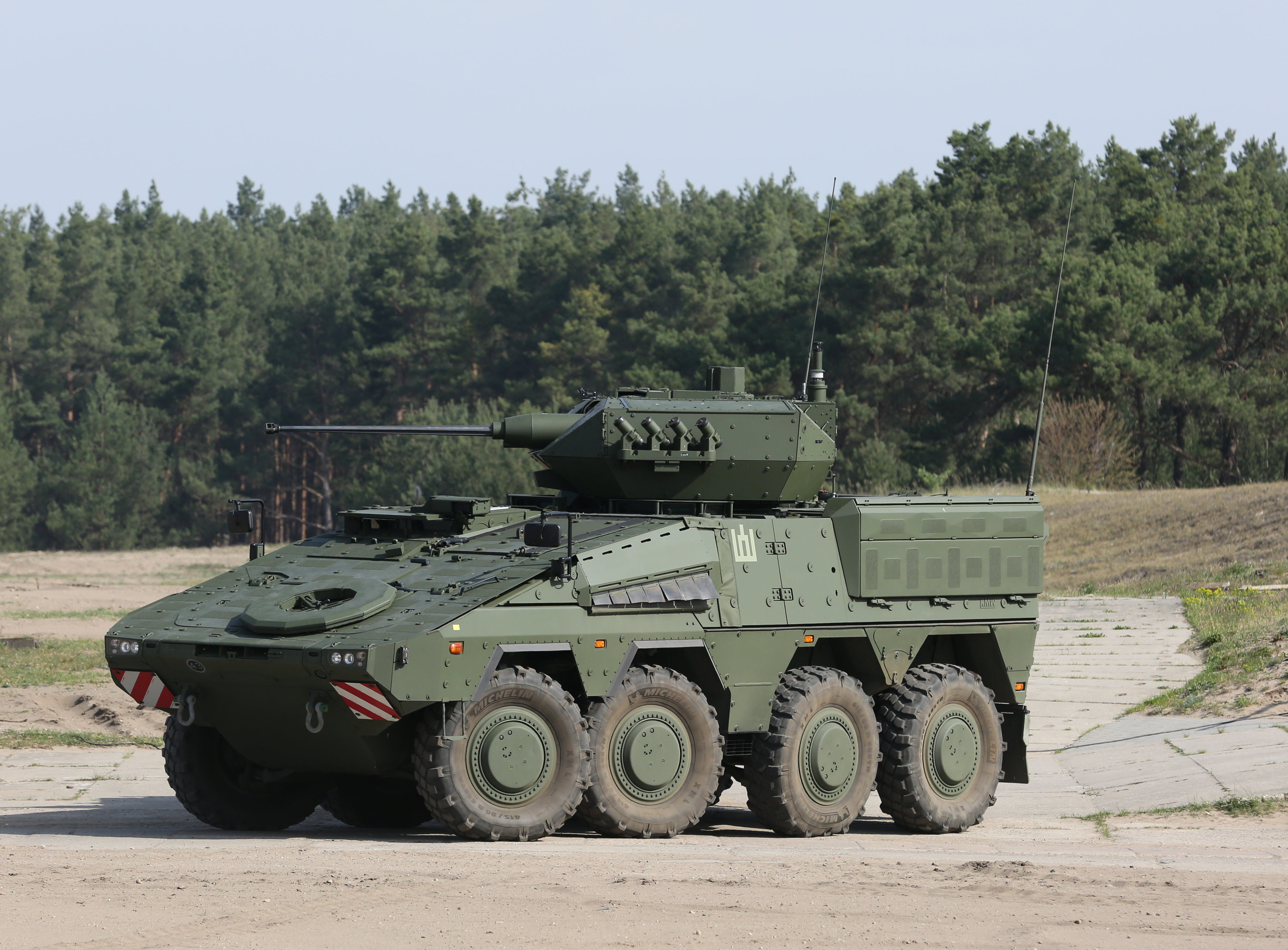
GTK Boxer des litauischen Heeres

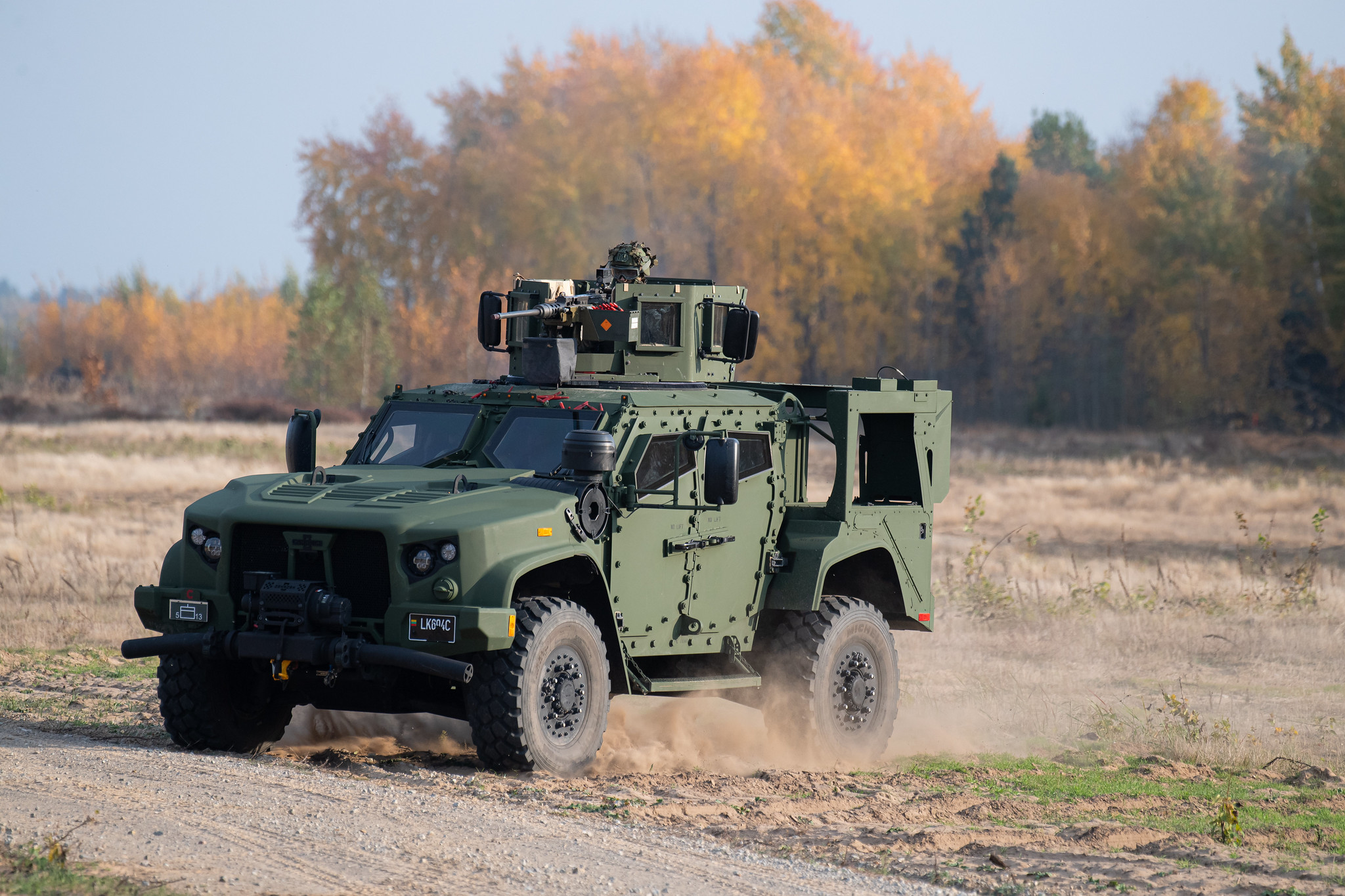
JLTV des litauischen Heeres

Die litauischen Landstreitkräfte setzen LKWs der Hersteller Daimler (Unimog) und Sisu (E13TP) ein. Als gepanzertes Fahrzeug steht der Transportpanzer M113 zur Verfügung. Kampfpanzer besitzt die Armee nicht. Das Heer verfügt weiterhin über Haubitzen vom Typ M101 und Mörser (u. a. M1064 120-mm-Mörser-Träger). Vorhandene Panzerabwehrwaffen sind die FFV Carl Gustaf sowie das Javelin Medium Antiarmor Weapon System.
Entsprechend einer Planung für die Jahre 2014 bis 2023 sollten bis zum Jahr 2020 zwei Infanteriebataillone mit modernen Radpanzern ausgerüstet werden. Der von der litauischen Regierung zunächst in Betracht gezogene Plan, deutsche GTK Boxer über ein Government-to-Government-Geschäft zu erwerben, wurde im Februar 2015 von der deutschen Seite abgelehnt. Obwohl der Verkauf auf Regierungsebene (durch den man u. a. das langfristige Prüfverfahren für Waffenexporte hätte umgehen können) nicht zustande kam, sprach sich auch die für Beschaffungsfragen zuständige Kommission im litauischen Verteidigungsministerium für das Fahrzeug aus. Am 11. Dezember 2015 wurde bekannt gegeben, dass Litauen 88 Boxer (84 Radschützenpanzer und vier Führungsfahrzeuge) beziehen wird. Am 22. August 2016 wurde der Liefervertrag für die, mit einem Geschützturm mit 30-mm-Kanone ausgerüsteten, Fahrzeuge vom litauischen Verteidigungsminister und Vertretern des Herstellerkonsortiums unterzeichnet. Diese Variante des Boxers wird, unter der Bezeichnung Vilkas, beim Ulanenbataillon Großfürstin Birutė und Infanteriebataillon Großfürst Algirdas eingesetzt. Litauen bezahlte für die 88 Fahrzeuge 385,6 Mio. Euro. Im Dezember 2017 wurden die ersten zwei Trainingsfahrzeuge geliefert. Neben einem weiteren Trainingsfahrzeug sollten daraufhin zwischen 2019 und 2021 die 88 Einsatzfahrzeuge geliefert werden.
Weiterhin einigten sich Litauen und Deutschland im Mai 2015 darüber, dass Litauen aus Bundeswehr-Beständen 16 Panzerhaubitzen 2000 mit entsprechender Führungs- und Feuerleitausstattung erwirbt. Ein Vertrag über 16 Geschütze und weitere fünf für Ausbildungszwecke und als Materialreserve wurde Ende September unterzeichnet. Außerdem wurde die Lieferung von 21 gepanzerten Führungsfahrzeugen M577A2 (zuzüglich weiterer fünf als Materialreserve) und von sechs Bergepanzern vereinbart. Litauen gab an bis 2019 insgesamt 58,3 Mio. Euro für die Ausrüstung und die Herstellung der Einsatzfähigkeit ausgegeben zu haben. Die ersten beiden Geschütze trafen Mitte 2016 in Litauen ein. Da Litauen zudem insgesamt einen Mangel an gepanzerten Führungs- und Unterstützungsfahrzeugen hatte, wurde im November 2016 ein Vertrag über den Kauf weiterer 168 M577 aus deutschen Beständen abgeschlossen. Die Kommando-, Sanitäts-, Feuerleit- und Trainingsfahrzeuge wurden zwischen 2017 und 2018 geliefert und entsprechend ihrem Bedarf auf die verschiedenen Bataillone aufgeteilt. Die letzte Panzerhaubitze wurde im März 2022 geliefert.
Um die Transportkapazitäten des Heeres zu stärken, wurde im Jahr 2016 der Kauf von 340 Unimog-LKWs des Typs U5000 angekündigt. Die 60 Mio. Euro teuren LKWs wurden zwischen 2016 und 2020 geliefert. 42 weitere Unimogs kamen im Herbst 2021 dazu. Damit verfügt das litauische Heer über 382 Unimogs U5000 und 160 ältere Exemplare der Version U1550.
Nach der Invasion Russlands in die Ukraine erhöht Litauen den Verteidigungsetat und gab an, bis 2027, eine Milliarde Euro für neue Ausrüstung bereitstellen zu wollen. Geplant sei der Erwerb der Switchblade Drohne, neue gepanzerte Geländefahrzeuge, schwere LKWs und zwei weitere Bataillone mit Panzern aus deutscher Herstellung auszustatten. Ende 2022 unterzeichnete der litauische Verteidigungsminister einen Vertrag zum Kauf von 18 selbstfahrenden Haubitzen des Typs CAESAR.
Im Dezember 2022 kaufte Litauen 8 Mehrfachraketenwerfer M142 HIMARS aus den USA, die voraussichtlich 2025 geliefert werden. Ende 2024 verständigten sich Litauen und Deutschland auf die Lieferung von 44 Leopard 2-Panzern.

### Mannschaftszahlen
Das Heer verfügt in Friedenszeiten über 8.100 Männer und Frauen, sowie für den Krisenfall zusätzlich über die Freiwilligenstreitkräfte (lit. savanorių pajėgos) mit etwa 10.000 Reservisten.